# Calumma boettgeri
Calumma boettgeri (лат.) — вид ящериц из семейства хамелеонов.
Вид является эндемиком Мадагаскара. Встречается на севере страны и в лесах острова Нуси-Бе.
Видовое название boettgeri вид получил в чести немецкого герпетолога Оскара Бёттгера (1844—1910).

## Синонимы
- Chamaeleon boettgeri Boulenger, 1888
- Chamaeleon linotus L. Müller, 1924
- Chameleo boettgeri  Mertens, 1966
- Calumma boettgeri  Klaver & Böhme, 1986[3]

## Галерея

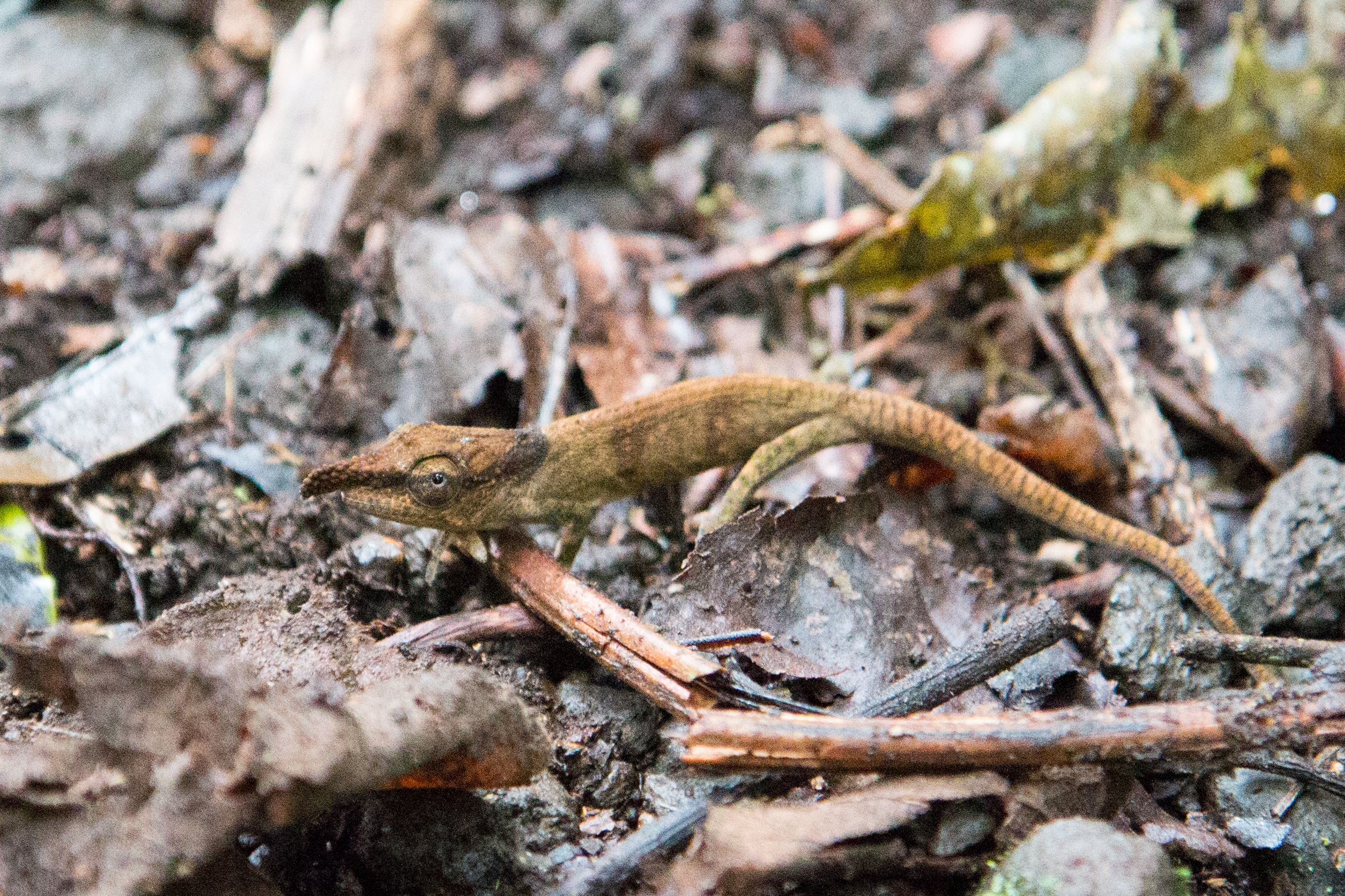
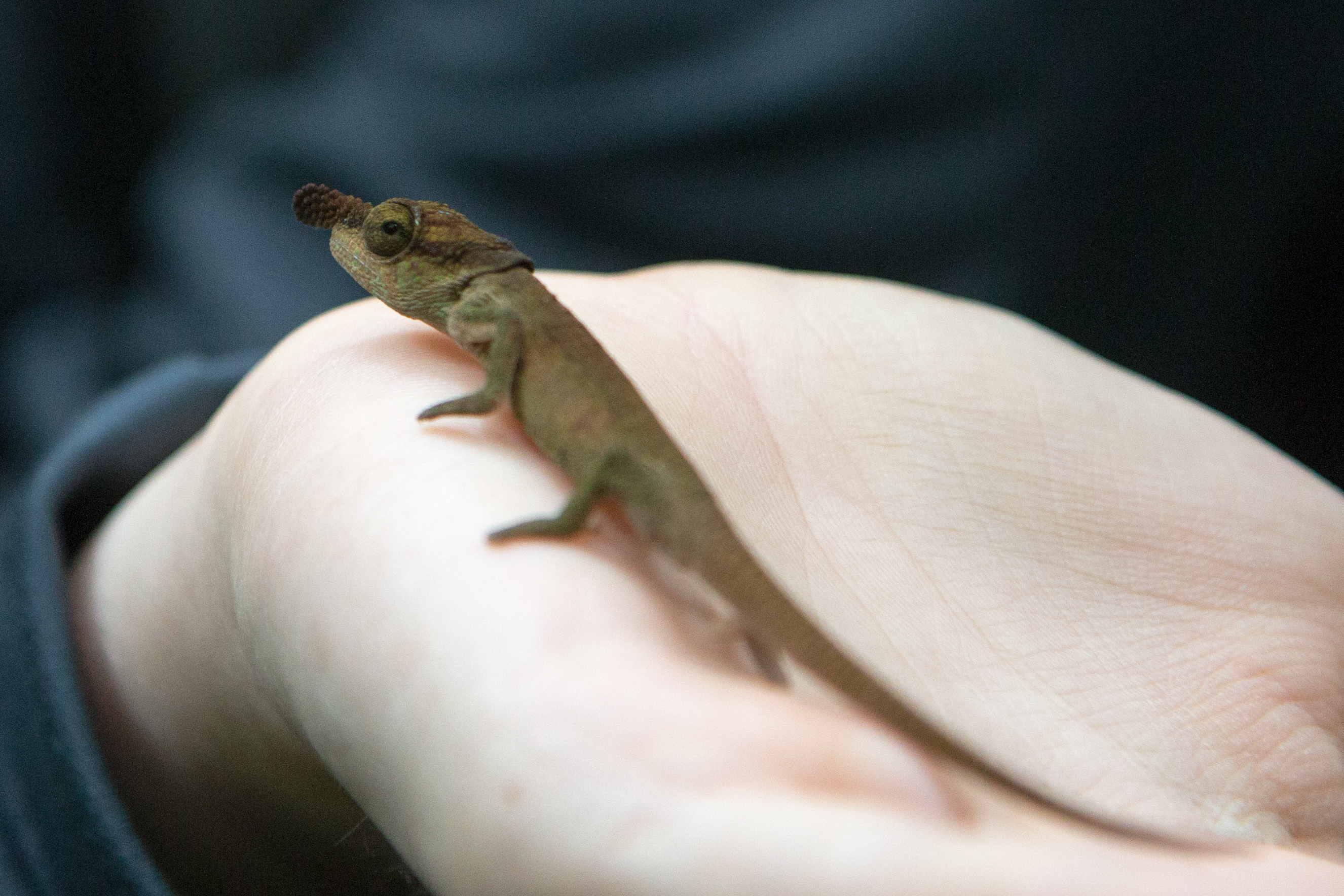
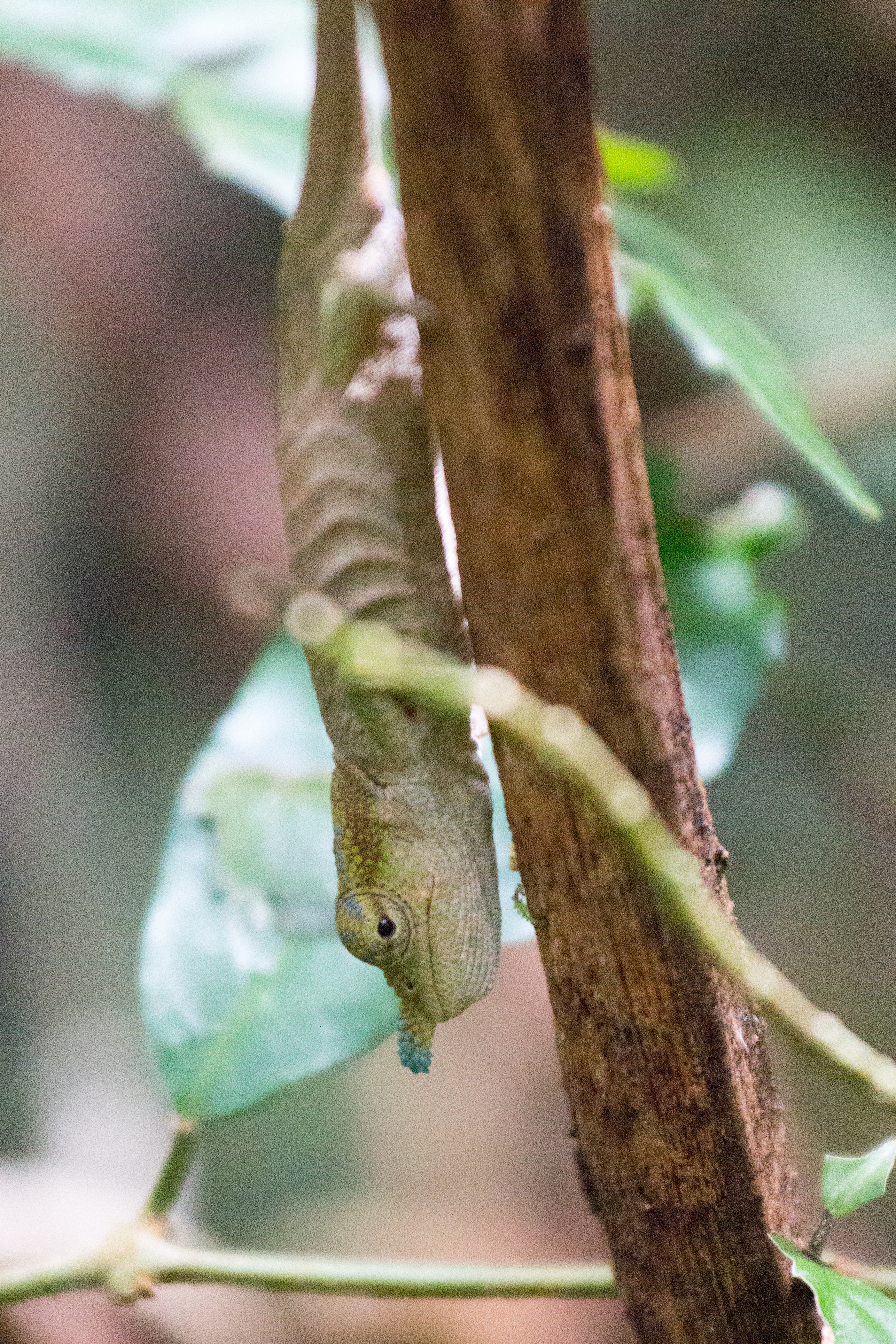